# Basibulbus granizo
Espèce
Basibulbus granizo est une espèce d'araignées aranéomorphes de la famille des Orsolobidae.

## Distribution
Cette espèce est endémique de région de Valparaiso au Chili,. Elle se rencontre dans le parc national La Campana vers 545 m d'altitude.

## Description
Le mâle holotype mesure 2,15 mm.

## Étymologie
Son nom d'espèce lui a été donné en référence au lieu de sa découverte, Granizo.

## Publication originale
- Ott, Platnick, Berniker & Bonaldo, 2013 : Basibulbus, a hard-bodied, haplogyne spider genus from Chile (Araneae, Dysderoidea). American Museum Novitates, no 3775, p. 1-20 (texte intégral).